# Europawahl in Rumänien 2009
- PSD: 11
- PNL: 5
- PD-L: 10
- Unabh.: 1
- UDMR: 3
- PRM: 3

Ergebnisse (relative Mehrheiten) bei der Europawahl nach Kreisen:
PSD+PC
PDL
UDMR

Die Europawahl in Rumänien 2009 fand am 7. Juni statt.
Zu vergeben waren 33 Sitze.

## Ausgangslage

### Scheidendes Parlament
| Fraktion                       | Fraktion                                                     | Mandate | Partei                                     | Partei                    | Mandate |
| ------------------------------ | ------------------------------------------------------------ | ------- | ------------------------------------------ | ------------------------- | ------- |
|                                | Fraktion der Europäischen Volkspartei                        | 18 / 35 |                                            | Partidul Democrat Liberal | 16 / 35 |
|                                | Fraktion der Europäischen Volkspartei                        | 18 / 35 | Demokratische Union der Ungarn in Rumänien | 2 / 35                    |         |
|                                | Fraktion der Sozialdemokratischen Partei Europas             | 10 / 35 |                                            | Partidul Social Democrat  | 10 / 35 |
|                                | Fraktion der Allianz der Liberalen und Demokraten für Europa | 6 / 35  |                                            | Partidul Național Liberal | 6 / 35  |
|                                | Die Grünen/Europäische Freie Allianz                         | 1 / 35  |                                            | Unabhängige               | 1 / 35  |
|                                |                                                              |         |                                            |                           |         |
| Quelle: Europäisches Parlament |                                                              |         |                                            |                           |         |

### Listen und Parteien
| Liste | Liste                                                      | Partei                                               | Partei                                               | Europapartei | Erstplatzierter in der Liste |
| ----- | ---------------------------------------------------------- | ---------------------------------------------------- | ---------------------------------------------------- | ------------ | ---------------------------- |
|       | Partidul Social Democrat – Partidul Conservator (PSD – PC) |                                                      | Partidul Social Democrat                             | SPE          | –                            |
|       | Partidul Social Democrat – Partidul Conservator (PSD – PC) | Partidul Conservator                                 | –                                                    |              | –                            |
|       | Partidul Democrat Liberal (PD-L)                           | Partidul Democrat Liberal (PD-L)                     | Partidul Democrat Liberal (PD-L)                     | EVP          | –                            |
|       | Partidul Național Liberal (PNL)                            | Partidul Național Liberal (PNL)                      | Partidul Național Liberal (PNL)                      | ELDR         | –                            |
|       | Demokratische Union der Ungarn in Rumänien (UDMR)          | Demokratische Union der Ungarn in Rumänien (UDMR)    | Demokratische Union der Ungarn in Rumänien (UDMR)    | EVP          | –                            |
|       | Partidul România Mare (PRM)                                | Partidul România Mare (PRM)                          | Partidul România Mare (PRM)                          | –            | –                            |
|       | Partidul Național Țărănesc Creștin Democrat (PNȚ-CD)       | Partidul Național Țărănesc Creștin Democrat (PNȚ-CD) | Partidul Național Țărănesc Creștin Democrat (PNȚ-CD) | ECPM         | –                            |
|       | Forța Civică (FC)                                          | Forța Civică (FC)                                    | Forța Civică (FC)                                    | –            | –                            |

## Umfragen vor der Wahl
| Umfrage von          | Datum                    | PD-L   | PSD– PC | PNL    | PNG-CD | PRM   | UDMR  | Elena Băsescu | Sonstige |
| -------------------- | ------------------------ | ------ | ------- | ------ | ------ | ----- | ----- | ------------- | -------- |
| Insomar              | 26. März – 5. April 2009 | 33 %   | 31 %    | 15 %   | 2 %    | 5 %   | 7 %   | 6 %           | 1 %      |
| BCS                  | 6. – 14. April 2009      | 32,6 % | 26,6 %  | 17,7 % | k. A.  | 6,8 % | 5,5 % | 4,4 %         | k. A.    |
| CURS                 | 8. – 16. April 2009      | 26 %   | 30 %    | 19 %   | k. A.  | 7 %   | 7 %   | 4 %           | k. A.    |
| , CCSB               | 18. – 22. April 2009     | 31 %   | 30 %    | 16 %   | k. A.  | 8 %   | 5 %   | 8 %           | k. A.    |
| CSOP                 | 24. – 27. April 2009     | 35 %   | 31 %    | 16 %   | k. A.  | 6 %   | 7 %   | 4 %           | 1 %      |
| GSS                  | 3. – 5. Mai 2009         | 29,6 % | 31,1 %  | 16,6 % | 4,5 %  | 4,8 % | 5,9 % | 3 %           | 3 %      |
| Insomar              | 30. April – 5. Mai 2009  | 30,8 % | 30,9 %  | 18 %   | k. A.  | 6,2 % | 7,9 % | 4,2 %         | k. A.    |
| Gallup (PDF; 326 kB) | 5. – 9. Mai 2009         | 31 %   | 31 %    | 21 %   | 4 %    | 6 %   | 5 %   | k. A.         | 2 %      |

## Ergebnis
| Listen                                    | Listen                                                     | Stimmen    | %    | Mandate |
| ----------------------------------------- | ---------------------------------------------------------- | ---------- | ---- | ------- |
|                                           | Partidul Social Democrat – Partidul Conservator (PSD – PC) | 1.504.218  | 31,1 | 11      |
|                                           | Partidul Democrat Liberal (PD-L)                           | 1.438.000  | 29,7 | 10      |
|                                           | Partidul Național Liberal (PNL)                            | 702.974    | 14,5 | 5       |
|                                           | Demokratische Union der Ungarn in Rumänien (UDMR)          | 431.739    | 8,9  | 3       |
|                                           | Partidul România Mare (PRM)                                | 419.094    | 8,7  | 3       |
|                                           | Partidul Național Țărănesc Creștin Democrat (PNȚ-CD)       | 70.428     | 1,5  | –       |
|                                           | Forța Civică (FC)                                          | 19.436     | 0,4  | –       |
|                                           | Unabhängige                                                | 254.144    | 5,3  | 1       |
| Gesamt                                    | Gesamt                                                     | 4.840.033  | 100  | 33      |
|                                           |                                                            |            |      |         |
| Ungültige Stimmen                         | Ungültige Stimmen                                          | 195.266    | 3,9  |         |
| Wähler                                    | Wähler                                                     | 5.035.299  | 27,7 |         |
| Wahlberechtigte                           | Wahlberechtigte                                            | 18.197.316 |      |         |
|                                           |                                                            |            |      |         |
| Quelle: Autoritatea Electorală Permanentă |                                                            |            |      |         |

## Fraktionen im Europäischen Parlament
| Liste/Partei                   | Liste/Partei                                    | Liste/Partei                               | Liste/Partei                               | Mandate | Fraktion |
| ------------------------------ | ----------------------------------------------- | ------------------------------------------ | ------------------------------------------ | ------- | -------- |
|                                | Partidul Social Democrat – Partidul Conservator |                                            | Partidul Social Democrat                   | 10 / 33 | S&D      |
|                                | Partidul Social Democrat – Partidul Conservator | Partidul Conservator                       | 1 / 33                                     | S&D     |          |
|                                | Partidul Democrat Liberal                       | Partidul Democrat Liberal                  | Partidul Democrat Liberal                  | 10 / 33 | EVP      |
|                                | Partidul Național Liberal                       | Partidul Național Liberal                  | Partidul Național Liberal                  | 5 / 33  | ALDE     |
|                                | Demokratische Union der Ungarn in Rumänien      | Demokratische Union der Ungarn in Rumänien | Demokratische Union der Ungarn in Rumänien | 3 / 33  | EVP      |
|                                | Partidul România Mare                           | Partidul România Mare                      | Partidul România Mare                      | 3 / 33  | NI       |
|                                | Unabhängige (Elena Băsescu)                     | Unabhängige (Elena Băsescu)                | Unabhängige (Elena Băsescu)                | 1 / 33  | EVP      |
|                                |                                                 |                                            |                                            |         |          |
| Quelle: Europäisches Parlament |                                                 |                                            |                                            |         |          |

## Ergebnisse nach Kreisen
| Kreis             | Parteien (%) | Parteien (%) | Parteien (%) | Parteien (%) | Parteien (%) | Parteien (%) | Parteien (%) | Parteien (%) | Parteien (%) |
| Kreis             | PSD          | PDL          | PNL          | UDMR         | PRM          | PNȚ-CD       | FC           | Băsescu      | Abraham      |
| ----------------- | ------------ | ------------ | ------------ | ------------ | ------------ | ------------ | ------------ | ------------ | ------------ |
| Alba              | 22,4         | 44,5         | 14,4         | 5,1          | 6,8          | 1,9          | 0,5          | 3,7          | 0,8          |
| Arad              | 21,1         | 41,0         | 12,3         | 10,1         | 7,2          | 2,3          | 0,3          | 4,7          | 0,9          |
| Argeș             | 41,4         | 26,0         | 12,6         | 0,1          | 13,7         | 1,4          | 0,3          | 3,6          | 0,9          |
| Bacău             | 31,9         | 29,2         | 20,9         | 0,8          | 9,1          | 1,3          | 0,6          | 4,7          | 1,7          |
| Bihor             | 18,1         | 23,7         | 18,7         | 27,5         | 7,4          | 1,2          | 0,3          | 2,4          | 0,8          |
| Bistrița-Năsăud   | 34,9         | 37,0         | 9,5          | 6,3          | 6,0          | 1,4          | 0,5          | 3,7          | 0,8          |
| Botoșani          | 32,6         | 33,4         | 18,5         | 0,3          | 9,2          | 1,1          | 0,3          | 3,5          | 1,1          |
| Brăila            | 41,0         | 24,3         | 12,5         | 0,2          | 13,2         | 0,9          | 0,7          | 5,6          | 1,7          |
| Brașov            | 22,6         | 33,3         | 19,5         | 10,0         | 6,9          | 1,5          | 0,6          | 4,4          | 1,0          |
| București         | 28,0         | 28,4         | 17,2         | 0,5          | 16,1         | 2,7          | 0,5          | 5,4          | 1,3          |
| Buzău             | 31,9         | 33,3         | 20,0         | 0,2          | 9,1          | 0,9          | 0,5          | 3,2          | 0,9          |
| Călărași          | 27,7         | 31,1         | 20,9         | 0,5          | 8,8          | 5,6          | 0,5          | 3,5          | 1,5          |
| Caraș-Severin     | 29,9         | 35,3         | 17,2         | 1,1          | 9,0          | 2,0          | 0,4          | 4,0          | 1,1          |
| Cluj              | 19,8         | 31,0         | 10,7         | 22,5         | 7,6          | 1,9          | 0,5          | 4,6          | 1,4          |
| Constanța         | 34,6         | 27,8         | 14,1         | 0,3          | 11,7         | 2,2          | 0,7          | 7,2          | 1,3          |
| Covasna           | 6,2          | 4,5          | 2,1          | 82,4         | 2,0          | 0,3          | 0,2          | 1,4          | 0,8          |
| Dâmbovița         | 43,0         | 36,2         | 7,1          | 0,1          | 7,6          | 0,7          | 0,2          | 4,3          | 0,7          |
| Dolj              | 39,2         | 36,6         | 10,4         | 0,2          | 7,8          | 1,8          | 0,3          | 3,1          | 0,7          |
| Galați            | 42,4         | 27,0         | 17,4         | 0,3          | 7,0          | 1,0          | 0,3          | 3,6          | 1,0          |
| Giurgiu           | 27,3         | 39,8         | 22,5         | 0,2          | 5,7          | 1,0          | 0,3          | 2,6          | 0,8          |
| Gorj              | 34,3         | 30,6         | 14,5         | 0,6          | 13,8         | 1,1          | 0,3          | 4,2          | 0,7          |
| Harghita          | 3,4          | 2,2          | 1,1          | 89,4         | 1,4          | 0,3          | 0,2          | 1,3          | 0,8          |
| Hunedoara         | 28,6         | 21,7         | 21,2         | 5,7          | 11,8         | 1,6          | 0,4          | 7,6          | 1,3          |
| Ialomița          | 44,8         | 28,5         | 11,3         | 0,2          | 8,4          | 1,7          | 0,3          | 3,8          | 1,0          |
| Iași              | 37,6         | 25,2         | 17,4         | 0,2          | 9,4          | 1,4          | 0,7          | 6,4          | 1,7          |
| Ilfov             | 21,0         | 40,3         | 23,9         | 0,2          | 9,6          | 0,6          | 0,2          | 3,2          | 0,8          |
| Maramureș         | 25,2         | 29,5         | 16,5         | 10,0         | 9,7          | 2,1          | 0,9          | 5,1          | 1,0          |
| Mehedinți         | 37,0         | 35,6         | 15,1         | 0,4          | 7,7          | 1,0          | 0,1          | 2,5          | 0,5          |
| Mureș             | 15,7         | 13,2         | 8,0          | 49,3         | 8,4          | 1,0          | 0,3          | 3,1          | 0,9          |
| Neamț             | 32,0         | 41,9         | 8,5          | 0,2          | 8,6          | 1,3          | 0,4          | 5,9          | 1,1          |
| Olt               | 47,0         | 31,6         | 11,4         | 0,2          | 6,3          | 0,8          | 0,1          | 2,2          | 0,4          |
| Prahova           | 24,6         | 36,8         | 16,4         | 0,2          | 11,2         | 1,4          | 0,7          | 7,5          | 1,3          |
| Sălaj             | 25,3         | 23,9         | 10,3         | 29,6         | 5,2          | 1,5          | 0,2          | 2,8          | 1,1          |
| Satu Mare         | 20,6         | 19,8         | 11,3         | 39,6         | 3,6          | 1,5          | 0,3          | 2,4          | 0,8          |
| Sibiu             | 32,1         | 33,9         | 13,0         | 3,3          | 8,1          | 1,7          | 0,4          | 5,9          | 1,5          |
| Suceava           | 28,8         | 39,5         | 11,0         | 0,4          | 9,6          | 1,6          | 0,4          | 7,5          | 1,1          |
| Teleorman         | 51,7         | 22,3         | 18,0         | 0,1          | 4,6          | 0,6          | 0,2          | 1,7          | 0,8          |
| Timiș             | 27,0         | 38,3         | 13,4         | 5,7          | 7,4          | 2,1          | 0,3          | 4,7          | 1,1          |
| Tulcea            | 28,8         | 39,1         | 14,4         | 0,2          | 9,0          | 1,2          | 0,6          | 5,4          | 1,3          |
| Vâlcea            | 39,6         | 25,3         | 19,5         | 0,4          | 9,3          | 1,5          | 0,7          | 3,1          | 0,7          |
| Vaslui            | 47,6         | 21,0         | 16,7         | 0,2          | 8,3          | 0,8          | 0,4          | 3,8          | 1,1          |
| Vrancea           | 48,5         | 21,2         | 15,5         | 0,2          | 8,0          | 0,9          | 0,4          | 3,9          | 1,4          |
| Auslandswahlkreis | 14,9         | 37,1         | 15,7         | 7,2          | 10,0         | 2,0          | 0,7          | 11,0         | 1,4          |